# ホンダ・CBX750
CBX750（シービーエックスななひゃくごじゅう）は、かつて本田技研工業が製造販売していたオートバイである。本項では本モデル発売以前に同様のコンセプトで生産されたCBX650カスタム（シービーエックスろっぴゃくごじゅうかすたむ）ならびにそれぞれの白バイ仕様車となるCBX650P（シービーエックスろっぴゃくごじゅうピー）CBX750P（シービーエックスななひゃくごじゅうピー）についても解説を行う。

## 概要
1980年代初頭の同社は日本国内向けロードスポーツモデル大型自動二輪車は、1970年代後半からCB650カスタム・CB750F・CB750KのCBシリーズ3車種を製造していたが、これらのモデルが搭載する4気筒エンジンもライバル各社が市場投入したことにより特別なものではなくなってしまった。この結果、同社は2輪部門の最高責任者であった入交昭一郎が陣頭指揮を執り、新世代エンジンの模索と開発に取り組むことを発表。そのためモデルチェンジの時期が迫っていた上述3モデルはCBシリーズの中でもフラグシップモデルでもあるため以下に示す新技術を投入することが決定した。
- 空冷4バルブDOHC4気筒エンジン
- 油圧式バルブクリアランスオートアジャスター機構を採用
- 狭角バルブ配置ならびピストン頭部形状などの改良による燃焼室のコンパクト化
- エンジン後背部へ強制空冷式ブラシレスACジェネレーターを配置
- 油圧式クラッチ
- プライマリーシャフトを使わない動力伝達機構
- 上述の改良によるエンジンのコンパクト化と幅狭化を達成
- エンジンの車体前方寄配置による前後重量バランスの最適化ならびに軽量化
- エンジンをフルラバーマウント
- 前輪にブレーキトルク応答型アンチダイブ機構（TRAC）を搭載
- チューブレスタイヤの採用

さらに1981年に発売された400㏄クラス普通自動二輪車でCBX400Fが爆発的ヒットになったことから、「究極」を意味する「X」を付帯したCBXへ車名変更した上で開発製造されたのが本モデルである。

## モデル別解説
※本項では一般市販車は発売順に、白バイ仕様は別途解説を行う。

### CBX650カスタム
型式名RC13。1982年12月14日発表、同月15日発売。排気量655cc、6速マニュアルトランスミッションを搭載するクルーザータイプ。エンジンならびに周辺機器の軽量化で乾燥重量は197kgとされた。液晶式ギアポジションインジケーターを装備する。
日本国内のみならず海外にも輸出された。

### CBX750F
型式名RC17。1983年12月12日発表、同月13日発売。排気量747cc、CBX750シリーズ最初のモデル。2灯式ヘッドライト・ハーフカウル・前輪16インチ/後輪18インチの総アルミ製コムスターホイールを装着する。またVF750Fに続きバックトルクリミッターが搭載されたほか、搭載されるRC17E型エンジンでは新たにオートカムテンションナーが装着された。
レースへの参加を前提としたキットパーツもHRCからリリースされた。

### CBX750ホライゾン
型式名RC18。1984年2月29日発表、3月1日発売。CBX750Fをベースに長距離ツーリングを主な目的に特化させたモデルで以下の相違点がある。
- 動力伝達機構をチェーン→シャフトドライブへ変更。
- 外観的には角型燃料タンク・角型ヘッドライト・ビキニカウルを装着。
- ホイールサイズ前輪18インチ/後輪16インチキャストホイールへ変更。
- 後輪ブレーキを油圧式シングルディスクブレーキから機械式ドラムブレーキへ変更。

日本国内のみならず海外向け輸出仕様車も製造されたが、北米向け仕様は輸入規制対象車両になることから排気量を696㏄にダウンさせ、失われた排気量分を専用ピストンで圧縮を上げたCB700SC(NIGHT HAWK 700S)とされたほか、日本国内仕様は限定解除審査用試験車両や後述する白バイ仕様が製造された。

### CBX750Fボルドール
1985年5月10発表、同月17日発売。CBX750Fの派生追加モデルで風防効果向上を目的に大型フルカウルを装着する。2,000台限定で生産された。

### 白バイ仕様
各都道府県警察向けに納入された白バイ仕様でシングルシートやライトケース一体の追尾測定対応速度計などの専用装備を持つ。本シリーズでは以下の2車種が生産・運用された。
CBX650P
CBX650カスタムベース：1982年 - 1994年

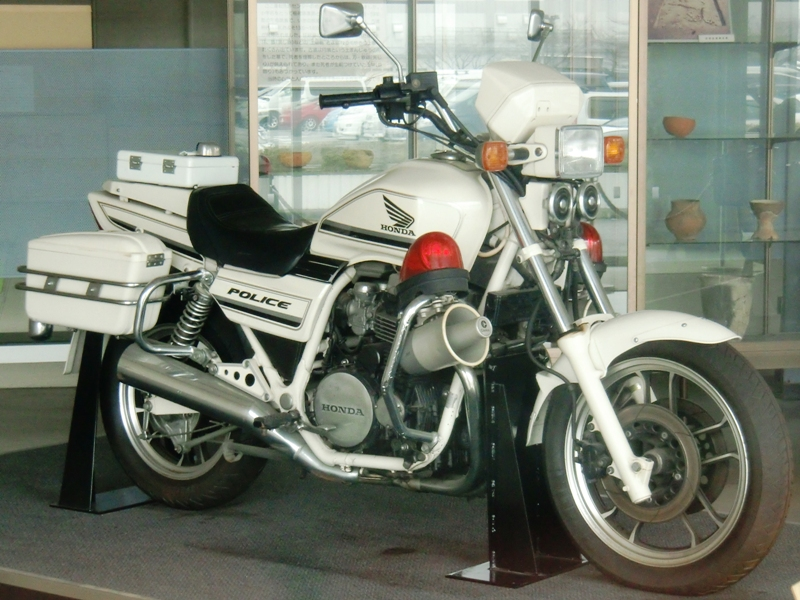
CBX750P
CBX750ホライゾンベース：1986年 - 1999年

## 諸元
| 車名                   | CBX650カスタム                         | CBX750F                                | CBX750ホライゾン                       | CBX750Fボルドール                      |
| モデルイヤー           | 1982                                   | 1983                                   | 1984                                   | 1985                                   |
| 型式                   | RC13                                   | RC17                                   | RC18                                   | RC17                                   |
| 全長（m）              | 2.160                                  | 2.145                                  | 2.200                                  | 2.145                                  |
| 全幅（m）              | 0,805                                  | 0.740                                  | 0.780                                  | 0.735                                  |
| 全高（m）              | 1.145                                  | 1.240                                  | 1.195                                  | 1.285                                  |
| 最低地上高（m）        | 0.150                                  | 0.145                                  | 0.140                                  | 0145                                   |
| ホイールベース（m）    | 1.460                                  | 1.465                                  | 1.515                                  | 1.465                                  |
| 乾燥車両重量（kg）     | 197                                    | 217                                    | 215                                    | 225                                    |
| 60㎞/h定地走行燃費     | 39．0km/L                              | 36.0km/L                               | 36.0km/L                               | 36.0km/L                               |
| 最低回転半径（m）      | 2.7                                    | 2.8                                    | 2.8                                    | 2.8                                    |
| 原動機型式名           | RC13E                                  | RC17E                                  | RC17E                                  | RC17E                                  |
| エンジン型式           | 空冷4ストローク4バルブDOHC4気筒        | 空冷4ストローク4バルブDOHC4気筒        | 空冷4ストローク4バルブDOHC4気筒        | 空冷4ストローク4バルブDOHC4気筒        |
| 総排気量               | 655cc                                  | 747cc                                  | 747cc                                  | 747cc                                  |
| 内径x行程（mm）        | 60.0x58.0                              | 67.0x53.0                              | 67.0x53.0                              | 67.0x53.0                              |
| 圧縮比                 | 9.5                                    | 9.3                                    | 9.3                                    | 9.3                                    |
| キャブレター           | VE54x4基                               | VE65x4基                               | VE65x4基                               | VE65x4基                               |
| 最高出力               | 70ps/9,500rpm                          | 77ps/9,500rpm                          | 77ps/9,500rpm                          | 77ps/9,500rpm                          |
| 最大トルク             | 5.8kg-m/7,500rpm                       | 6.5kg-m/7,500rpm                       | 6.5kg-m/7,500rpm                       | 6.5kg-m/7,500rpm                       |
| 点火方式               | トランジスタ                           | トランジスタ                           | トランジスタ                           | トランジスタ                           |
| 始動方式               | セルフ                                 | セルフ                                 | セルフ                                 | セルフ                                 |
| 潤滑方式               | ウエットサンプ圧送式飛沫式併用         | ウエットサンプ圧送式飛沫式併用         | ウエットサンプ圧送式飛沫式併用         | ウエットサンプ圧送式飛沫式併用         |
| 潤滑油容量             | 3.2L                                   | 3.6L                                   | 3.6L                                   | 3.6L                                   |
| 燃料タンク容量         | 13L                                    | 22L                                    | 17L                                    | 22L                                    |
| クラッチ               | 油圧作動湿式多板ダイヤグラムスプリング | 油圧作動湿式多板ダイヤグラムスプリング | 油圧作動湿式多板ダイヤグラムスプリング | 油圧作動湿式多板ダイヤグラムスプリング |
| 変速方式               | 左足動式リターン                       | 左足動式リターン                       | 左足動式リターン                       | 左足動式リターン                       |
| 変速機                 | 常時噛合6段                            | 常時噛合6段                            | 常時噛合6段                            | 常時噛合6段                            |
| 動力伝達               | チェーン                               | チェーン                               | シャフト                               | チェーン                               |
| フレーム               | ダブルグレードル式                     | ダブルグレードル式                     | ダブルグレードル式                     | ダブルグレードル式                     |
| フロントサスペンション | 円筒空気ばね併用テレスコピック         | 円筒空気ばね併用テレスコピック         | 円筒空気ばね併用テレスコピック         | 円筒空気ばね併用テレスコピック         |
| リヤサスペンション     | スイングアーム                         | プロリンク                             | スイングアーム                         | プロリンク                             |
| キャスター             | 28.5°                                  | 30.0°                                  | 30.0°                                  | 30.0°                                  |
| トレール               | 98.0mm                                 | 111.0mm                                | 111.0mm                                | 111.0mm                                |
| ホイール               | キャスト                               | ブーメランコムスター                   | キャスト                               | ブーメランコムスター                   |
| タイヤ（前）           | 100/90-19 57H                          | 110/90-16 59H                          | 110/90-18 61H                          | 110/90-16 59H                          |
| タイヤ（後）           | 130/90-16 67H                          | 130/80-18 66H                          | 130/90-16 67H                          | 130/80-18 66H                          |
| ブレーキ（前）         | 油圧式ダブルディスク                   | 油圧式ダブルディスク                   | 油圧式ダブルディスク                   | 油圧式ダブルディスク                   |
| ブレーキ（後）         | 油圧式ディスク                         | 油圧式ディスク                         | 機械式ドラム                           | 油圧式ディスク                         |
| 標準現金価格           | \570,000                               | \698,000                               | \685,000                               | \750,000                               |
| ---------------------- | -------------------------------------- | -------------------------------------- | -------------------------------------- | -------------------------------------- |